# Saison 3 de Deux Flics à Miami
Chronologie
Saison 2 Saison 4
Cet article présente le guide des épisodes de la saison 3 de la série télévisée Deux Flics à Miami (Miami Vice).
En France, certains épisodes ont été diffusés, en raison de leur durée, en deux parties. Cette page présente le décompte des épisodes selon leur diffusion en France. Le nombre d'épisodes est donc différent de celui des États-Unis.

## Épisodes

### Épisode 1:Les Yeux pour pleurer
- États-Unis : 26 septembre 1986
- France :

- Liam Neeson (Sean Carroon)
- Jeff Fahey (Eddie Kaye)
- Daniel Gerroll (Richard Cross)
- Paul Gleason (Bunny Berrigan)
- Walter Gotell (Max Klizer)
- Martin Ferrero (Izzy Moreno)

### Épisode 2:Chacun ses problèmes
- États-Unis : 3 octobre 1986
- France :

- Bob Balaban (Ira Stone)
- Dave Corey (Bittenhaus)
- Lonette McKee (Alicia Menna)

### Épisode 3:Coup au but
- États-Unis : 10 octobre 1986
- France :

- Fernando Allende (Tico Arriola)
- Angela Alvarado (Jan Larken)
- Carlos Cestero (Frank Arriola)

### Épisode 4:Cavalier seul
- États-Unis : 17 octobre 1986
- France :

- Laurence Fishburne (Keller)
- Ron Perlman (John Ruger)
- Martin Ferrero (Izzy Moreno)

### Épisode 5:Si on te le demande
- États-Unis : 24 octobre 1986
- France :

- Charles S. Dutton (McCain)
- Jsu Garcia, John Spencer (Lieutenant Ray Atkins)
- Terry Kinney (William Pepin)

### Épisode 6:Une ombre dans la nuit
- États-Unis : 31 octobre 1986
- France :

- Ed Lauter (Capitaine Cahill)
- Timothy Carhart (George T. Wyatt)
- Jack Thibeau (Lieutenant Ray Gilmore)

### Épisode 7:Le Vieux
- États-Unis : 7 novembre 1986
- France :

- Steve Buscemi (Rickles)
- Willie Nelson (El Viejo)
- Andrew Castillo (Paco)

### Épisode 8:La Poudre aux yeux
- États-Unis : 14 novembre 1986
- France :

- Victor Love (Clarence Batisse)
- Rob Nilsson (Mack)
- Martin Ferrero (Izzy Moreno)

### Épisode 9:Trafic des adoptions
- États-Unis : 21 novembre 1986
- France :

- Stanley Tucci (Steven Demarco)
- Alfredo Álvarez Calderón (Vasquez)
- Tommy Koenig (Howard Famiglia)

### Épisode 10:Sur un air de rock
- États-Unis : 5 décembre 1986
- France :

- Wesley Snipes (Silk)
- Bill Paxton (Vic Romano)
- Deborah Adair (Carla Cappoletti)
- Carl Jay Cofield (Duane)
- Marc Macaulay (en), David Mandel (Ron)

### Épisode 11:Pardonnez-nous nos offenses
- États-Unis : 12 décembre 1986
- France :

- Val Bisoglio (Gus Albierro)
- D.W. Moffett (Tom Waldman)
- Guy Boyd (Frank Hackman)
- Gy Mirano (Felicia)

### Épisode 12:La Loi du ring [1/2]
- États-Unis : 9 janvier 1987
- France :

- Don King (Lui-même)
- Antoni Corone (Geo Sordini)
- Joe Hess (Javier Escobar)
- Randall Cobb (Moon)
- Pepe Serna (Osvaldo Guzman)

### Épisode 13:La Loi du ring [2/2]
- États-Unis : 16 janvier 1987
- France :

- Antoni Corone (Geo Sordini)
- Joe Hess (Javier Escobar)
- Pepe Serna (Osvaldo Guzman)
- Chris Elliott
- Joe Dallesandro (Alfredo Giulinni)
- Robert Pastorelli (Vespa)

### Épisode 14:Tous les moyens sont bons
- États-Unis : 23 janvier 1987
- France :

- Joe Urla
- Willie Colón (Rojas)

### Épisode 15:Le Sauvage
- États-Unis : 6 février 1987
- France :

- Gary Basaraba (Dr. Morris)
- Helena Bonham Carter (Dr. Theresa Lyons)
- Haing S. Ngor (Nguyn Van Trahn)
- Brad Sullivan (Jack Colman)

### Épisode 16:Theresa
- États-Unis : 13 février 1987
- France :

- Helena Bonham Carter (Theresa Lyons)
- Richard Chaves (Martinez)
- Brad Dourif (Joey Wyatt)

### Épisode 17:L'Avion
- États-Unis : 20 février 1987
- France :

- John Leguizamo (Ivan Calderone)
- Antone Pagan (Reuben Oliva)
- Vincent D'Onofrio (Leon Wolf)
- Maria McDonald (Alicia Austin)

### Épisode 18:Et alors, on est sourd?
- États-Unis : 27 février 1987
- France :

- James Finnerty (Leon)
- John Glover (Steve Duddy)
- Martin Ferrero (Izzy Moreno)

### Épisode 19:Contre-vérité
- États-Unis : 13 mars 1987
- France :

- Lou Diamond Phillips (Bobby Diaz)
- Annette Bening (Vicky)
- Viggo Mortensen (Eddie Trumbull)
- John Fletcher (Eddie)
- Scott Plank (McIntyre)

### Épisode 20:Un sale métier
- États-Unis : 20 mars 1987
- France :

- Melanie Griffith (Christine Von Marburg)
- George Takei (Kenneth Togaru)
- Veronica Cartwright
- Bill Boggs
- Lou Albano
- Vanity (Ali)
- Martin Ferrero (Izzy Moreno)

### Épisode 21:Coucou, qui est là?
- États-Unis : 27 mars 1987
- France :

- Ian McShane (Esteban Montoya)
- Elizabeth Ashley (Linda Colby)
- Robert Small (Greenspann)
- Martin Ferrero (Izzy Moreno)

### Épisode 22:Un coup de froid
- États-Unis : 3 avril 1987
- France :

- Kim Coates, John Fletcher (Eddie)
- Sonny Landham (Toad)
- Martin Ferrero (Izzy Moreno)

### Épisode 23:Salut les artistes
- États-Unis : 1er mai 1987
- France :

- Michael Carmine
- Paul Calderon
- Benicio del Toro
- Coati Mundi

### Épisode 24:Les Lendemains de révolution
- États-Unis : 8 mai 1987
- France :

- Jeroen Krabbe (Klaus Herzog)
- Shawn Elliott
- George Gerdes